# Teoria Brans-Dicke
Em  física teórica, a teoria da gravitação Brans-Dicke (algumas vezes chamada teoria Jordan-Brans-Dicke) é uma estrutura teórica para explicar a gravitação. É uma competidora bem conhecida da mais popular teoria da relatividade geral de Einstein. É um exemplo de uma teoria escalar-tensor, uma teoria gravitacional na qual a interação gravitacional é mediada por um campo escalar tanto como o campo tensor da relatividade geral.
A teoria foi desenvolvida por Robert H. Dicke e Carl H. Brans construída sobre, segundo outros, o trabalho inicial de Pascual Jordan.
No presente, tanto a teoria Brans-Dicke e a relatividade geral são geralmente ligadas geralmente por estar em acordo com as observações, embora as experiências da idade de ouro de relatividade geral confinaram consideravelmente os parâmetros permitidos da teoria de Brans-Dicke. A teoria de Brans-Dicke representa um ponto de vista minoritário em física.

## Comparação com relatividade geral
Tanto a teoria Brans-Dicke quanto a relatividade geral são exemplos de teorias de campos clássicas relativísticas da gravitação, chamadas teorias métricas. Nestas teorias, espaço-tempo é equipado com um tensor métrico, {\displaystyle g_{ab}}, e o campo gravitacional é representado (por inteiro ou em parte) pelo tensor curvatura de Riemann {\displaystyle R_{abcd}}, o qual é determinado pelo tensor métrico.
Todas as teorias métricas satisfazem o princípio de equivalência de Einstein, o qual em linguagem geométrica moderna estabelece que em uma região muito pequena (demasiadamente pequena para exibir efeitos de curvatura), todas as leis da física conhecidas em relatividade especial são válidas em quadros locais de Lorentz. Isto implica por sua vez que todas as teorias métricas exibem o efeito deslocamento para o vermelho gravitacional.
Como na relatividade geral, a fonte do campo gravitacional é considerado como sendo o tensor de energia-momento ou tensor matéria. Entretanto, a maneira pela qual a presença imediata de massa-energia em alguma região afeta o campo gravitacional que a região difere da relatividade geral. Faz-se assim a maneira como a curvatura do espaço-tempo afeta o movimento da matéria. Na teoria Brans-Dicke, em adição à métricas, a qual é uma graduação de dois campos de tensor, existe um campo escalar, {\displaystyle \phi }, o qual tem o efeito físico de mudança da constante gravitacional efetiva de lugar a lugar.  (Esta apresentação foi então um desideratum de Dicke e Brans; ver o artigo de Brans citado abaixo, o qual esboça as origens da teoria.)
As equações de campo da teoria de Brans-Dicke contém um parâmetro, {\displaystyle \omega }, chamado constante de acoplamento Brans-Dicke. Ela é uma verdadeira constante adimensional a qual deve ser escolhida uma vez e para tudo. Entretanto, ela pode ser escolhida para permitir observações. Tais parâmetros são frequentemente chamados parâmetros de tunelamento. Em adição, o valor atual da constante gravitacional efetiva deve ser escolhido como uma condição de contorno. A relatividade geral não contem qualquer parâmetro adimensional, e é conseqüentemente mais fácil de falsear que a teoria de Brans-Dicke. As teorias com parâmetros ajustáveis são depreciadas a princípio às vezes por este princípio, de duas teorias as quais ambas concordam com a observação, a parcimônia é preferível. De um lado, parece como se fosse uma característica necessária de algumas teorias, tais como o "ângulo de mistura fraco" do Modelo Padrão.
A teoria de Brans-Dicke é “menos estrita” do que a relatividade geral em um outro sentido: admite mais soluções. Em particular, as soluções exatas do vácuo das equações de campo de Einstein da relatividade geral, aumentadas pelo campo escalar trivial {\displaystyle \phi =1}, transformam-se em soluções exatas do vácuo na teoria de Brans-Dicke, mas alguns espaços-tempos que são não-soluções do vácuo das equações de campo de Einstein tornam-se, com a escolha apropriada do campo escalar, soluções do vácuo de teoria de Brans-Dicke. Similarmente, uma importante classe de espaços-tempos, as métricas de ondas pp, são também soluções nulas de poeira exatas tanto da relatividade geral quanto da teoria de Brans-Dicke, mas aqui também, a teoria de Brans-Dicke permite adicionais soluções de onda que têm as geometrias que são incompatíveis com a relatividade geral.

## As equações de campos
As equações de campos da teoria Brans/Dicke são
{\displaystyle \Box \phi ={\frac {8\pi }{3+2\omega }}T}
{\displaystyle G_{ab}={\frac {8\pi }{\phi }}T_{ab}+{\frac {\omega }{\phi ^{2}}}(\partial _{a}\phi \partial _{b}\phi -{\frac {1}{2}}g_{ab}\partial _{c}\phi \partial ^{c}\phi )+{\frac {1}{\phi }}(\nabla _{a}\nabla _{b}\phi -g_{ab}\Box \phi )}
Onde
- {\displaystyle g_{ab}} é o tensor métrico,
- {\displaystyle G_{ab}=R_{ab}-{\frac {1}{2}}Rg_{ab}} é o tensor de Einstein, um tipo de curvatura média,
- {\displaystyle R_{ab}={R^{\,m}}_{amb}} é o tensor de Ricci, um tipo de traço do tensor de curvatura,
- {\displaystyle R={R^{\,m}}_{m}} é o escalar de Ricci, o traço do tensor de Ricci,
- {\displaystyle T_{ab}} é o tensor de energia-impulso,
- {\displaystyle T} é o traço de {\displaystyle T_{ab}},
- {\displaystyle \phi } é o campo escalar,
- {\displaystyle \Box } é o operador de Laplace-Beltrami ou operador covariante de onda, {\displaystyle \Box \phi =\phi _{\;\;;a}^{;a}}

## O princípio de ação
O seguinte Lagrangiano contém a completa descrição da teoria Brans/Dicke:
{\displaystyle S={\frac {1}{16\pi }}\int d^{4}x{\sqrt {-g}}\;\left(\phi R-\omega {\frac {\partial _{a}\phi \partial ^{a}\phi }{\phi }}+{\mathcal {L}}_{\mathrm {M} }\right)}
onde
- {\displaystyle g} é o determinante da métrica,
- {\displaystyle {\sqrt {-g}}\,d^{4}x} é o tetra-dimensional forma volume,
- {\displaystyle {\mathcal {L}}_{\mathrm {M} }} é o termo da matéria ou Lagrangiano da matéria.